# ناتالي بيرسون
ناتالي بيرسون (بالسويدية: Nathalie Persson)‏ (18 أبريل 1997 بالسويد - ) هي لاعبة كرة قدم سويدية في مركز الوسط. لعبت مع نادي روسينجورد للسيدات.

## وصلات خارجية
- ناتالي بيرسون على موقع اتحاد السويد (السويدية)
- ناتالي بيرسون على موقع Soccerway.com (الإنجليزية)